# Lev Abramovič Polugaevskij
Lev Abramovič Polugaevskij (in russo Лев Абрамович Полугаевский?; in bielorusso Леў Абрамавіч Палугаеўскі?, Leŭ Abramavič Paluhaeŭski; Mahilëŭ, 20 novembre 1934 – Parigi, 30 settembre 1995) è stato uno scacchista sovietico.

## Biografia
Cresciuto a Kujbyšev dove la famiglia era evacuata durante la Grande Guerra Patriottica, divenne Grande maestro e fu uno dei partecipanti alla gara Unione Sovietica - Resto del mondo del 1970. Provò più volte la conquista al titolo mondiale: nel 1977 fu sconfitto ai primi turni, nel 1980 superò sia Henrique Mecking che l'ex campione del mondo Michail Tal' per essere poi sconfitto, in semifinale, da Viktor Korčnoj.
La sua morte fu causata da un tumore al cervello nel 1995.

## Opere
Scrisse diversi libri sulla teoria degli scacchi, in particolare sulla difesa siciliana.
- Il labirinto siciliano, vol. 1, Milano, Mursia, 1993, ISBN 88-425-1548-5.
- Il labirinto siciliano, vol. 2, Milano, Mursia, 1993, ISBN 88-425-1549-3.

Sua una particolare variante della difesa siciliana, variante Najdorf: 1 e4 c5 2 Cf3 d6 3 d4 cxd4 4 Cxd4 Cf6 5 Cc3 a6 6 Ag5 e6 7 f4 b5!? (chiamata variante Polugaevskij).

## Premi
- Vincitore del torneo di Mar del Plata nel 1962 e 1971 .
- Vincitore del torneo Chigorin Memorial a San Pietroburgo per quattro volte, 1963, 1972, 1974, 1976 (record).
- Campione dell'Unione Sovietica per tre volte.
- Olimpiadi degli scacchi: sei ori ed un argento con la squadra sovietica, due argenti e due bronzi da solo.